# 공백 기호
공백 기호는 명령어에서의 입력 내용을 서적 등을 표현할 때의 공백 문자 입력을 나타내는 목적이나 프로그래밍 언어에서의 공백을 명시하는 목적으로 사용되는 밑줄(언더스코어)의 양쪽으로 뻗는 세로줄이 붙은 빈 상자와 같은 기호이다. 
휴대전화 등의 버튼이나 스마트 폰 등의 터치 키보드에서도 공백을 나타내는 것으로 사용된다. 
공백 문자 자체인 것은 아니다. 
프로그래임 언어 등의 표현에서는 공백을 표현하는 수법으로 △를 공백 기호 대신에 사용하는 것도 있다.
영어에서는 ‘open box’으로 불린다. 

## 사용예
- 명령어의 입력예1(DOS)

```
C:\>COPY
␣
A.TXT
␣
B.TXT
```

- 명령어의 입력예2(유닉스)

```
% cp
␣
a
␣
b
```

- 프로그래밍 언어의 예(C언어)

```
#include
␣
<stdio.h>
```

- 마크업 언어의 예(HTML)

```
<
a
␣
href="http
:
//ko.wikipedia.org/"
>
Wikipedia
<
/a
>
```

- 공백을 포함하고 싶은 문자열의 예

```
성씨
␣
␣
␣
이름
```

- 영어 표기의 예

```
Happy
␣
new
␣
year!
```

## 부호 위치
| 기호 | 유니코드 | JIS X 0213 | 문자 참조        | 명칭      |
| ---- | -------- | ---------- | ---------------- | --------- |
| ␣    | U+2423   | 1-7-93     | &#x2423; &#9251; | 공백 기호 |

## 같이 보기
- 공백 문자
- 와지 간격